# Fritz Kuhn
Fritz Kuhn (Bad Mergentheim, 29 giugno 1955) è un politico tedesco, sindaco di Stoccarda dal 2013 al 2021.

## Biografia
È stato capo del partito Alleanza 90/I Verdi dal 2000 al 2002 e deputato al Bundestag dal 2002 al 2013. Dal 2013 al 2021 Kuhn è stato sindaco di Stoccarda.